# Банкротный туризм
Банкротным туризмом называется ситуация, когда жители переезжают из одной страны в другую, меняя юрисдикцию, чтобы объявить там о своем банкротстве, прежде чем вернуться в страну своего первоначального проживания, где законы о несостоятельности менее благоприятны. Явление наиболее распространено в Европе, где законы ЕС разрешают свободное передвижение жителей по странам еврозоны. Согласно позиции Верховного суда РФ, банкротный туризм применяется для изменения территориальной подсудности без фактического переезда.

## Ирландия
Проблема банкротного туризма приобрела известность после рецессии в Ирландии. Однако она встречалась и раньше, например в 2009 году стало известно, что граждане Германии и Австрии переезжают в Кент (Великобритания) чтобы воспользоваться законами о банкротстве в Англии и Уэльсе.
Стив Тэтчер, британский адвокат по делам несостоятельности, заявил, что путём банкротства в Великобритании помог списать долгов на 1 млрд евро долга для своих ирландских клиентов. В связи с крупными суммами списаний высказывались мнения о необходимости внесения поправок в законодательство ЕС при определении центра деловых интересов, чтобы затруднить переезд жителей Ирландии в Великобританию с целью воспользоваться более мягкими законами о банкротстве (в Великобритании банкротство длится в течение двенадцати месяцев и могут потребоваться выплаты заработной платы на срок до трех лет, а в Ирландии банкротство может длиться двенадцать лет). Стив Тэтчер критикует термин «банкротный туризм» и называет это явление «банкротной эмиграцией», поскольку, по его словам, люди должны эмигрировать в Великобританию, чтобы обанкротиться, и большинство его клиентов остаётся в Великобритании после завершения процедуры своего банкротства. С 2016 года Ирландия сократила продолжительность процедур банкротства до одного года, однако на тот момент в Англии и Уэльсе всё ещё действовали одни из самых коротких и доступных процедур несостоятельности в ЕС, которые продолжали привлекать «банкротных туристов» с чрезмерной задолженностью и активами.